# All Around the World (chanson de Lisa Stansfield)
Pour les articles homonymes, voir All Around the World.
Singles de Lisa Stansfield
This Is the Right Time
(1989) Live Together
(1990)
Clip vidéo
[vidéo] « All Around the World », sur YouTube
All Around the World est une chanson de la chanteuse britannique Lisa Stansfield extraite de son premier album solo, sorti dans la seconde moitié de novembre 1989 et intitulé Affection.
Le 16 octobre 1989, un peu plus d'un mois avant la sortie de l'album, la chanson a été publiée en single. C'était le deuxième single de cet album.
Le single a atteint la 1re place du hit-parade britannique.